# Zenatha Coleman
Zenatha Goeieman Coleman, née le 25 septembre 1993 à Keetmanshoop en Namibie, est une footballeuse internationale namibienne. Elle évolue au poste d’attaquante avec le Valence CF.

## Biographie
Avec l'équipe de Namibie, elle participe à la Coupe d'Afrique des nations féminine en 2014. Cette compétition est organisée dans son pays natal.
Avec le club lituanien du Gintra Universitetas, elle participe à la Ligue des champions féminine lors de la saison 2017-2018. Elle s'illustre lors des seizièmes de finale, en inscrivant trois buts face au FC Zürich. Son équipe s'incline en huitièmes de finale face au FC Barcelone.

## Palmarès
- Championne de Lituanie en 2017 avec le Gintra Universitetas